# Chitose (stacja kolejowa)
Chitose (Hokkaido) (jap. 千歳駅 Chitose-eki) – stacja kolejowa w Chitose, w prefekturze Hokkaido, w Japonii. Jest zarządzana przez JR Hokkaido. Znajduje się na Linii Chitose.

## Historia
Została otwarta 21 sierpnia 1926.